# Хигбальд Линкольнширский

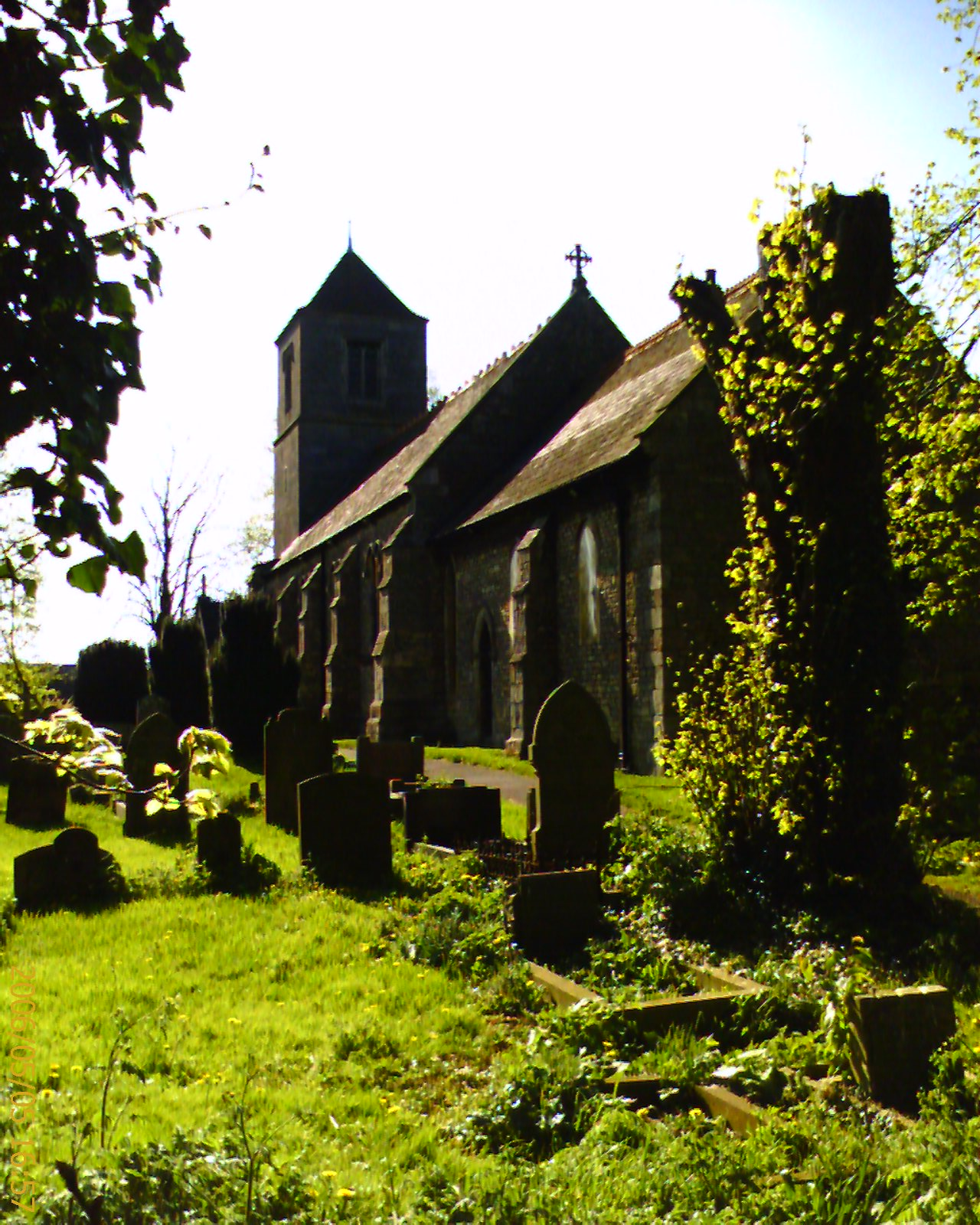
Церковь святого Хигбальда, Хибальдстоу

Хигбальд (англ. Higbald, Hugbald, Hybald, Hibald — Хагбальд, Хибальд; ум. 690) — настоятель монастыря в Бардни, отшельник, память 18 сентября, 14 декабря.

## Биография
Святой Хигбальд был настоятелем монастыря в Бардни, Линкольншир, Англия. Его упоминает Беда Достопочтенный как друга святого Чеда. Впоследствии он жил отшельником. Его мощи пребывают в Хибальдстоу, Линкольншир. Во время реформации рака над мощами была разрушена, но сами мощи остались целы. Они были вновь обретены в 1866 году. Селение Хибальдстоу, а также церкви неподалёку от Скауби и в Эшби де ля Лонд названы в его честь.
Известен также Хигбальд, епископ Линдисфарнский.